# Ceraia kurashigei
Ceraia kurashigei é uma espécie de orquídea de flores pequenas que duram muito pouco, mas que floresce diversas vezes ao ano, nativa de Sabah e Kalimantan, em Borneu.